# Martial Robin
Martial Robin (ur. 27 sierpnia 1977 w Marsylii) – francuski piłkarz występujący na pozycji pomocnika. Obecnie jest zawodnikiem FC Istres.

## Kariera
Robin zawodową karierę rozpoczynał w 1996 roku w Olympique Marsylia. W Ligue 1 zadebiutował 1 października 1996 w wygranym 2:1 meczu z En Avant Guingamp. W sezonie 1996/1997 w lidze zagrał 7 razy. Cały następny sezon spędził na wypożyczeniu w drugoligowym FC Martigues. Latem 1998 powrócił do Olympique. W 1999 roku wywalczył z klubem wicemistrzostwo Francji. Dotarł z nim także do finału Pucharu UEFA, w którym Olympique uległ 0:3 Bolonii. W Olympique Robin rozegrał łącznie 9 spotkań.
W 1999 roku odszedł do drugoligowego AC Ajaccio. W 2002 roku awansował z zespołem do Ligue 1. 12 kwietnia 2003 w przegranym 2:4 meczu z AS Monaco strzelił pierwszego gola w trakcie gry w Ligue 1. W 2006 roku spadł z klubem do Ligue 2. Wówczas Robin odszedł z Ajaccio. W barwach Ajaccio zagrał w sumie 204 razy i strzelił 8 goli.
Latem 2006 został graczem innego drugoligowego zespołu - Grenoble Foot 38. Zadebiutował tam 28 lipca 2006 w wygranym 3:2 pojedynku z Montpellier HSC. W 2008 roku awansował z klubem do Ligue 1.
W 2010 Robin przeszedł do klubu FC Istres.
| Sezon   | Klub               | Kraj    | Rozgrywki | Mecze | Bramki |
| ------- | ------------------ | ------- | --------- | ----- | ------ |
| 1996/97 | Olympique Marsylia | Francja | Ligue 1   | 7     | 0      |
| 1997/98 | Martigues          | Francja | Ligue 2   | 35    | 5      |
| 1998/99 | Olympique Marsylia | Francja | Ligue 1   | 2     | 0      |
| 1999/00 | AC Ajaccio         | Francja | Ligue 2   | 35    | 1      |
| 2000/01 | AC Ajaccio         | Francja | Ligue 2   | 25    | 2      |
| 2001/02 | AC Ajaccio         | Francja | Ligue 2   | 35    | 1      |
| 2002/03 | AC Ajaccio         | Francja | Ligue 1   | 27    | 1      |
| 2003/04 | AC Ajaccio         | Francja | Ligue 1   | 28    | 2      |
| 2004/05 | AC Ajaccio         | Francja | Ligue 1   | 34    | 1      |
| 2005/06 | AC Ajaccio         | Francja | Ligue 1   | 22    | 0      |
| 2006/07 | Grenoble Foot 38   | Francja | Ligue 2   | 31    | 0      |
| 2007/08 | Grenoble Foot 38   | Francja | Ligue 2   | 35    | 0      |
| 2008/09 | Grenoble Foot 38   | Francja | Ligue 1   | 30    | 0      |
| 2009/10 | Grenoble Foot 38   | Francja | Ligue 1   | 17    | 0      |
| 2010/11 | FC Istres          | Francja | Ligue 2   |       |        |